# Steinského palác
Steinského palác (též Palác Steinský-Sehnoutka) je dominantou severní strany Ulrichova náměstí v Hradci Králové. Budova podle návrhu architekta Otakara Novotného byla postavena v letech 1928–29 pro továrníka Rudolfa Steinského-Sehnoutku.

## Investor
Rudolf Steinský, narozený 16. června 1892 ve Smiřicích, se svým o dva roky mladším bratrem Janem Nepomukem v roce 1904 osiřel a oba bratry přijal za vlastní jejich strýc Jan Sehnoutka, který se stal jejich otčímem. Rudolf Steinský začal z vděčnosti ke svému strýci v dospělosti používat příjmení Steinský-Sehnoutka. V roce 1919 převzal přádelnu a tkalcovnu svého strýce v Černožicích a v roce 1925 ji podstatně rozšířil. V roce 1928 přikoupil přádelnu bavlny v Hradci Králové a další textilní závod koupil v Hořicích. Další růst Steinského textilního impéria byl spojen s jeho sňatkem s Jaroslavou Bartoňovou, dcerou Cyrila Bartoně z Dobenína, který byl spolumajitelem textilky v Náchodě. Po roce 1948 celá rodina Steinských-Sehnoutků emigrovala do Kanady, za což byli všichni členové rodiny v Československu odsouzeni k vězení, propadnutí majetku a ztrátě občanství. Rudolf Steinský-Sehnoutka založil s roce 1950 v Kanadě úspěšnou firmu na výrobu drapérií a rolet. Zemřel v Torontu 20. srpna 1973.

## Historie

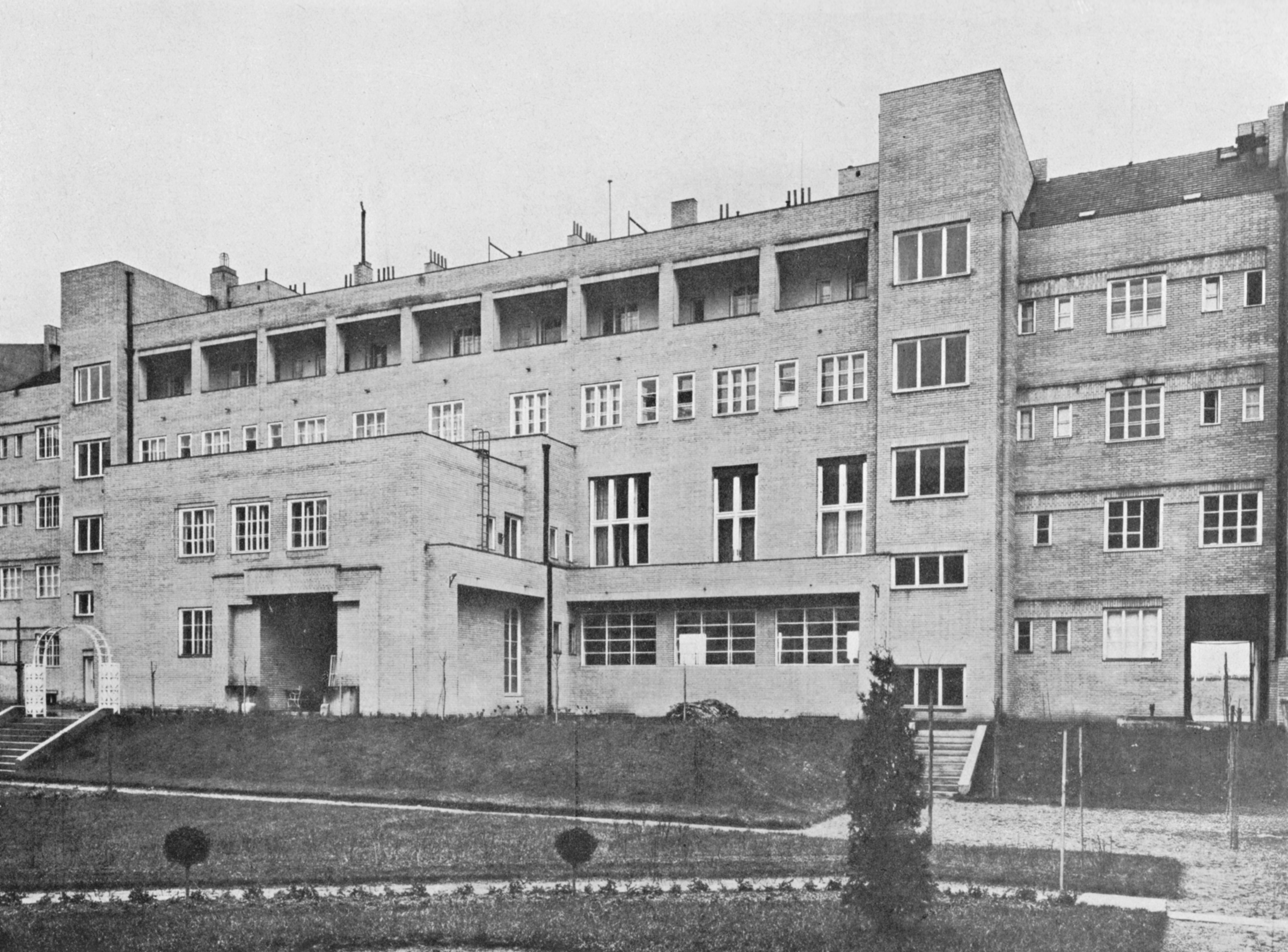
Dvorní průčelí domu, 1929

S poptávkou na plány královéhradeckého paláce oslovil Rudolf Steinský-Sehnoutka architekta Otakara Novotného, se kterým již dříve spolupracoval v Černožicích, pravděpodobně v roce 1926. Pro stavbu byla vybraná parcela původně plánovaná v Gočárově městském regulačním plánu pro kulturní vyžití. Regulační plán byl ovšem nakonec upraven tak, aby odpovídal plánovanému využití nového paláce: ten měl v přízemí poskytnout prostory pro kanceláře Steinského-Sehnoutkovy firmy, v prvním patře reprezentativní místnosti a ve vyšších patrech byty, včetně luxusního bytu pro samotného investora. Projekt na budovu byl zhotoven v roce 1927 a realizace stavby probíhala v letech 1928–1929.
V roce 1948 rodina Steinských-Sehnoutků palác opustila. Využití stavby se poté několikrát změnilo, sídlilo zde například dětské zdravotní středisko, ve vyšších patrech však zůstaly zachovány byty. V roce 1964 byla budova zapsána na seznam kulturních památek. V letech 1974–1989 v objektu po rozsáhlé adaptaci sídlil sekretariát okresního výboru KSČ. Tato adaptace zrušila obytnou funkci vyšších pater a zasáhla také výrazně severní, tj. dvorní fasádu budovy, jižní uliční fasáda nicméně zůstala v původní podobě. V restituci po roce 1989 byla budova vrácena rodině Steinských-Sehnoutků. Na počátku 90. let 20. století byla stavba rekonstruována a v roce 1992 byla ve vestibulu na přání rodiny umístěna pamětní deska připomínající Rudolfa Steinského-Sehnoutku. V současné době (2021) objekt slouží jako bankovní dům. Od 1. září 2023 objekt dočasně užívá Policie ČR, Územní odbor Hradec Králové, jako své sídlo.

## Architektura

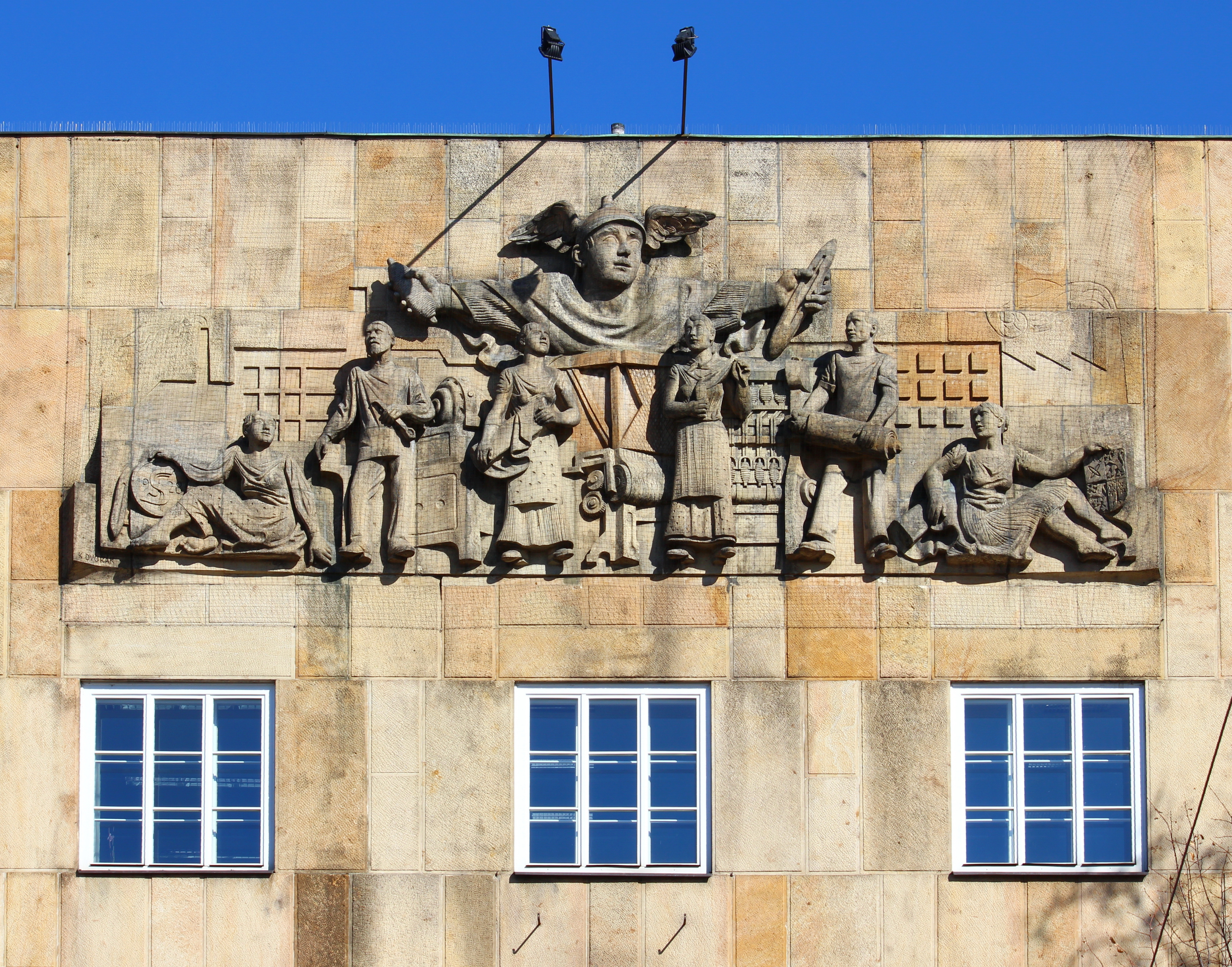
Detail reliéfu alegorie textilu

Modernistická budova je tvořena centrálním čtyřpatrovým traktem s plochou střechou a dvěma bočními třípatrovými křídly se sedlovými střechami. Fasáda směřující do Ulrichova néměstí je obložena pískovcovými deskami z královédvorského pískovce. V přízemí vystupuje rizalit, z velké části prosklený a sahající téměř přes celou šířku budovy. V první patře jsou francouzská okna s dřevěnými roletami. Nápadným prvkem hlavního průčelí je v atice umístěný reliéf alegorie textilu: antický bůh Merkur drží v rukou vřeteno a člunek a symbolicky rozvírá ochrannou náruč nad dělníky v textilním průmyslu. Ženská postava při levé straně drží znak s písmenem S, ženská postava na pravé straně drží erb a roli sukna. Na pozadí reliéru je vyobrazen i samotný Steinského palác. Reliéf navrhl sochař Karel Dvořák, sochařské a kamenické práce provedl Václav Škoda. Fasáda směřující do dvora je rovněž koncipována symetricky a je tvořena z ozdobně skládaných světlých režných cihel. Rozmístění oknen i jejich velikosti jsou zde nepravidelné.
Steinského palác měl bohatě zdobené a náročně vybavené interiéry, nábytek navrhoval architekt Otakar Novotný sám. Část tohoto vybavení se zachovala, jako například čtyřramenné lustry v hale v 1. patře, mramorové obklady stěn či původní kryty topení ve 2. patře nebo dvě okna s vitrážemi od Vratislava Hugo Brunnera.